# گذرگاه‌های دختر پاریسی
گذرگاه‌های دختر پاریسی (به انگلیسی: Parisienne Walkways)، تک آهنگی از گری مور می‌باشد که در مه سال ۱۹۷۹ به رتبه ۸ جدول تک‌آهنگ‌های بریتانیا راه پیدا کرد. این آهنگ در آلبوم بازگشت به خیابان‌ها منتشر شد و فیل لاینت از بند ثین لیزی هم در نوشتن و هم به عنوان خواننده اصلیِ این قطعه با مور همکاری کرده است. لاینت همچنین گیتار بیس این قطعه را نیز اجرا کرد و در کنار برایان داونی به عنوان درامر و گری مور به عنوان گیتاریست، این قطعه مانند آهنگ "هنوز عاشقتم" به نوعی با افراد بند ثین لیزی اجرا شده است. این آهنگ به عنوان امضای گری مور (معروف‌ترین آهنگِ او) شناخته می‌شود. 

## جدول‌ها
| جدول ۱۹۷۹               | رتبه |
| ----------------------- | ---- |
| جدول تک‌آهنگ‌های بریتانیا | ۸    |
| جدول ۱۹۹۳               | رتبه |
| جدول تک‌آهنگ‌های فرانسه   | ۹    |

## عوامل
- گری مور – گیتار، همخوانی، ماندولین، آکاردئون، تولید
- فیل لاینت – خواننده، گیتار بیس، کنترباس
- برایان داونی – درام